# Eriphia
Eriphia Latreille, 1817 è un genere di crostacei decapodi della famiglia Eriphiidae.

## Tassonomia
- Eriphia ferox Koh & Ng, 2008
- Eriphia gonagra (Fabricius, 1781)
- Eriphia granulosa A. Milne-Edwards, 1880
- Eriphia scabricula Dana, 1852
- Eriphia sebana (Shaw & Nodder, 1803)
- Eriphia smithii MacLeay, 1838
- Eriphia squamata Stimpson, 1860
- Eriphia verrucosa (Forskål, 1775)